# Список особо охраняемых природных территорий Ростовской области
На территории Ростовской области расположены следующие ООПТ:
- Ростовский государственный природный биосферный заповедник;
- ботанический сад Южного федерального университета;
- Цимлянский государственный природный заказник;
- Горненский государственный природный заказник;
- Левобережный государственный природный заказник;
- Донской природный парк;
- 41 охраняемый ландшафт;
- 20 охраняемых природных объектов;
- 17 особо охраняемых природных территорий местного значения.

## Охраняемые ландшафты
Охраняемые ландшафты являются ООПТ областного значения. В соответствии с постановлением Правительства Ростовской области от 12.05.2017 № 354 «Об охраняемых ландшафтах и охраняемых природных объектах» на территории области расположен 41 охраняемый ландшафт. Общая площадь охраняемых ландшафтов составляет 21,51 тыс. га.
| №  | Название                              | Административный район             |
| -- | ------------------------------------- | ---------------------------------- |
| 1  | Урочище Филькино                      | Белокалитвенский район             |
| 2  | Урочище Черная балка                  | Белокалитвенский район             |
| 3  | Белогорское урочище                   | Верхнедонской район                |
| 4  | Пойменные озера                       | Верхнедонской район                |
| 5  | Урочище Калинов куст                  | Верхнедонской район                |
| 6  | Разнотравно-типчаково-ковыльная степь | Зерноградский район                |
| 7  | Хороли                                | Зерноградский район                |
| 8  | Ольховые колки                        | Каменский район                    |
| 9  | Провальская степь                     | Каменский район                    |
| 10 | Урочище Липяги                        | Кашарский район                    |
| 11 | Урочище Ореховое                      | Кашарский район                    |
| 12 | Урочище Роговское                     | Кашарский район                    |
| 13 | Урочище Широкое и Жуково              | Кашарский район                    |
| 14 | Урочище Лесково                       | Миллеровский район                 |
| 15 | Фоминская дача                        | Миллеровский район                 |
| 16 | Городищенская дача                    | Миллеровский и Тарасовский районы  |
| 17 | Балки Липовая и Рассыпная             | Милютинский район                  |
| 18 | Тузловские склоны                     | Мясниковский район                 |
| 19 | Чулекская балка                       | Мясниковский район                 |
| 20 | Беглицкая коса                        | Неклиновский район                 |
| 21 | Миусский склон                        | Неклиновский район                 |
| 22 | Золотые горки                         | Октябрьский и Усть-Донецкий районы |
| 23 | Балка Хлебная                         | Сальский район                     |
| 24 | Остров на р. Маныч                    | Сальский район                     |
| 25 | Урочище Петровская лука               | Семикаракорский район              |
| 26 | Урочище Сусарево                      | Семикаракорский район              |
| 27 | Чернышевские пески                    | Советский район                    |
| 28 | Гора Городище                         | Тарасовский район                  |
| 29 | Степные колки                         | Тарасовский район                  |
| 30 | Балка Власова                         | Усть-Донецкий район                |
| 31 | Кундрюченские пески                   | Усть-Донецкий район                |
| 32 | Раздорские склоны                     | Усть-Донецкий район                |
| 33 | Урочище Огиб                          | Усть-Донецкий район                |
| 34 | Балка Ясеневая                        | Чертковский район                  |
| 35 | Разнотравно-типчаково-ковыльная степь | Чертковский район                  |
| 36 | Урочище Веденеево                     | Чертковский район                  |
| 37 | Антиповский бор                       | Шолоховский район                  |
| 38 | Еланские озера                        | Шолоховский район                  |
| 39 | Урочище Островное                     | Шолоховский район                  |
| 40 | Урочище Паники                        | Шолоховский район                  |
| 41 | Шолоховские озера                     | Шолоховский район                  |

## Охраняемые природные объекты
Охраняемые природные объекты являются ООПТ областного значения. В соответствии с постановлением Правительства Ростовской области от 12.05.2017 № 354 «Об охраняемых ландшафтах и охраняемых природных объектах» на территории области расположено 20 охраняемых природных объектов, общей площадью 1,07 тыс. га.
| №  | Название                         | Административный район |
| -- | -------------------------------- | ---------------------- |
| 1  | Песковатско-Лопатинский лес      | Верхнедонской район    |
| 2  | Урочище Донецкое                 | Верхнедонской район    |
| 3  | Урочище Карпов лес               | Верхнедонской район    |
| 4  | Урочище Хоботок                  | Каменский район        |
| 5  | Меловые обнажения на р. Глубокая | Каменский район        |
| 6  | Обнажения горных пород           | Каменский район        |
| 7  | Урочище Песчано-Церковное        | Кашарский район        |
| 8  | Балка Дубовая                    | Константиновский район |
| 9  | Лысогорка                        | Куйбышевский район     |
| 10 | Лес                              | Куйбышевский район     |
| 11 | Меловые обнажения на р. Полной   | Миллеровский район     |
| 12 | Балка Осиновая                   | Морозовский район      |
| 13 | Каменная балка                   | Мясниковский район     |
| 14 | Персиановская заповедная степь   | Октябрьский район      |
| 15 | Источник Кислый                  | Ремонтненский район    |
| 16 | Приманычская степь               | Сальский район         |
| 17 | Сальская степь                   | Сальский район         |
| 18 | Балка Средняя Юла                | Целинский район        |
| 19 | Дуб великан                      | Шолоховский район      |
| 20 | Ольшаники                        | Шолоховский район      |

## Особо охраняемые природные территории местного значения
Особо охраняемые природные территории местного значения созданы органами местного самоуправления Ростовской области. Общая площадь таких территорий составляет — 107,07764 тыс. га. Они имеют большое значение для сохранения биологического разнообразия региона.
По состоянию на 1 января 2021 года в границах Ростовской области находились следующие особо охраняемые природные территории местного значения:
| №  | Название                                                                  | Местоположение      | Площадь, га |
| -- | ------------------------------------------------------------------------- | ------------------- | ----------- |
| 1  | Аютинские склоны                                                          | Октябрьский район   | 150,0       |
| 2  | Липа мелколистная                                                         | Таганрог            | —           |
| 3  | Дуб черешчатый                                                            | Таганрог            | —           |
| 4  | Гинкго двухлопастный                                                      | Таганрог            | —           |
| 5  | Группа деревьев                                                           | Таганрог            | 0,05        |
| 6  | Дубы-долгожители                                                          | Таганрог            | 0,03        |
| 7  | Роща «Дубки»                                                              | Таганрог            | 13,46       |
| 8  | Сухая балка                                                               | Миллеровский район  | 5563,04     |
| 9  | Зона сотрудничества с Государственным природным заповедником «Ростовский» | Ремонтненский район | 100000,0    |
| 10 | Сквер                                                                     | Куйбышевский район  | 0,888       |
| 11 | Родник                                                                    | Верхнедонской район | 0,4         |
| 12 | Сквер «Дубовая роща»                                                      | Волгодонск          | 1,52        |
| 13 | Дуб черешчатый                                                            | Шахты               | 0,01        |
| 14 | Охраняемый объект культурно-бытового назначения                           | Пролетарский район  | 2,15        |
| 15 | Сквер «Березка»                                                           | Азов                | 1,17        |
| 16 | Егорлыкский «Лиман»                                                       | Егорлыкский район   | 300,0       |
| 17 | Роща «Красная весна»                                                      | Новочеркасск        | 44,9284     |